# A.R. Penck

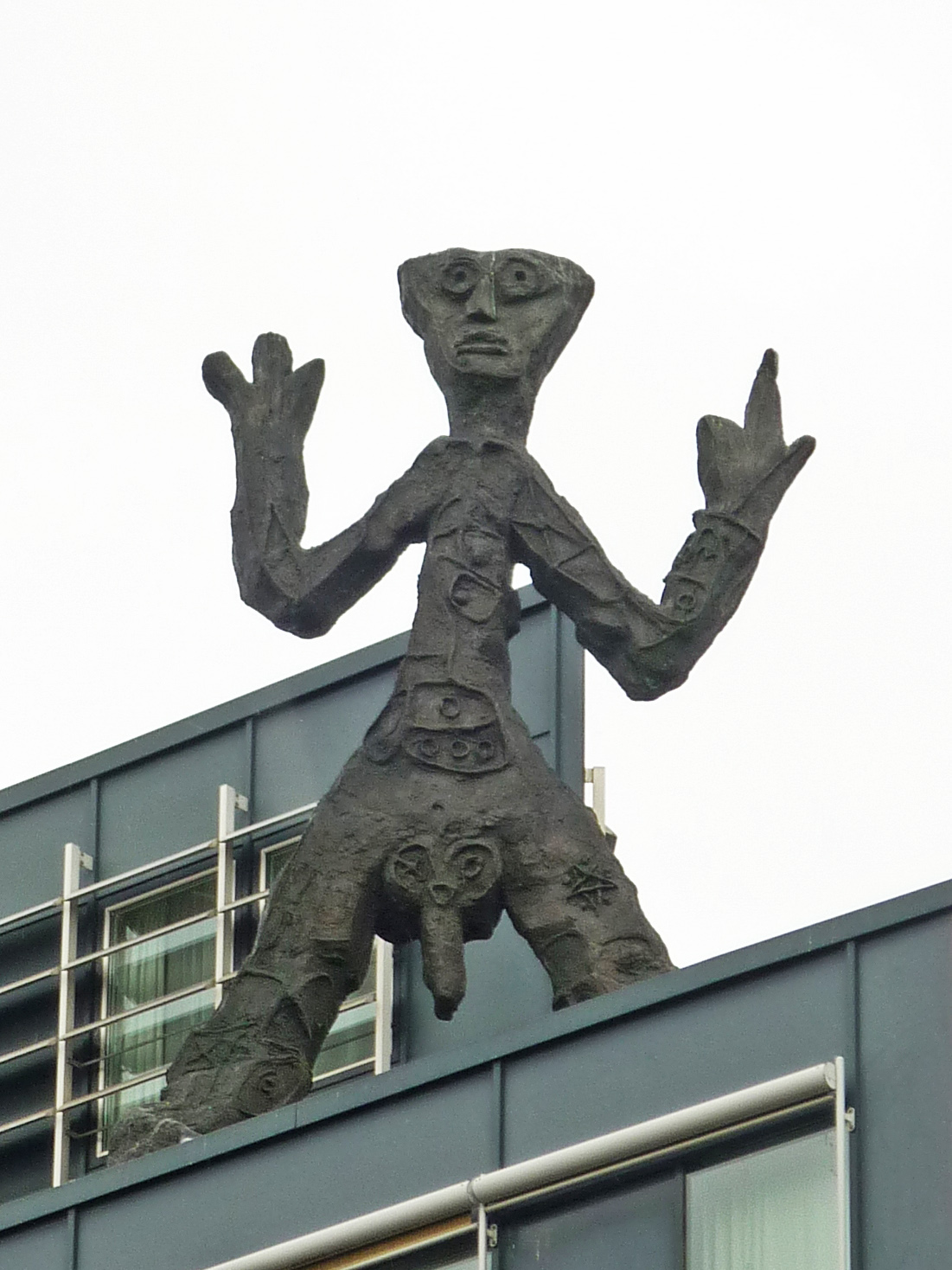
Plastiek van Penck in Dresden

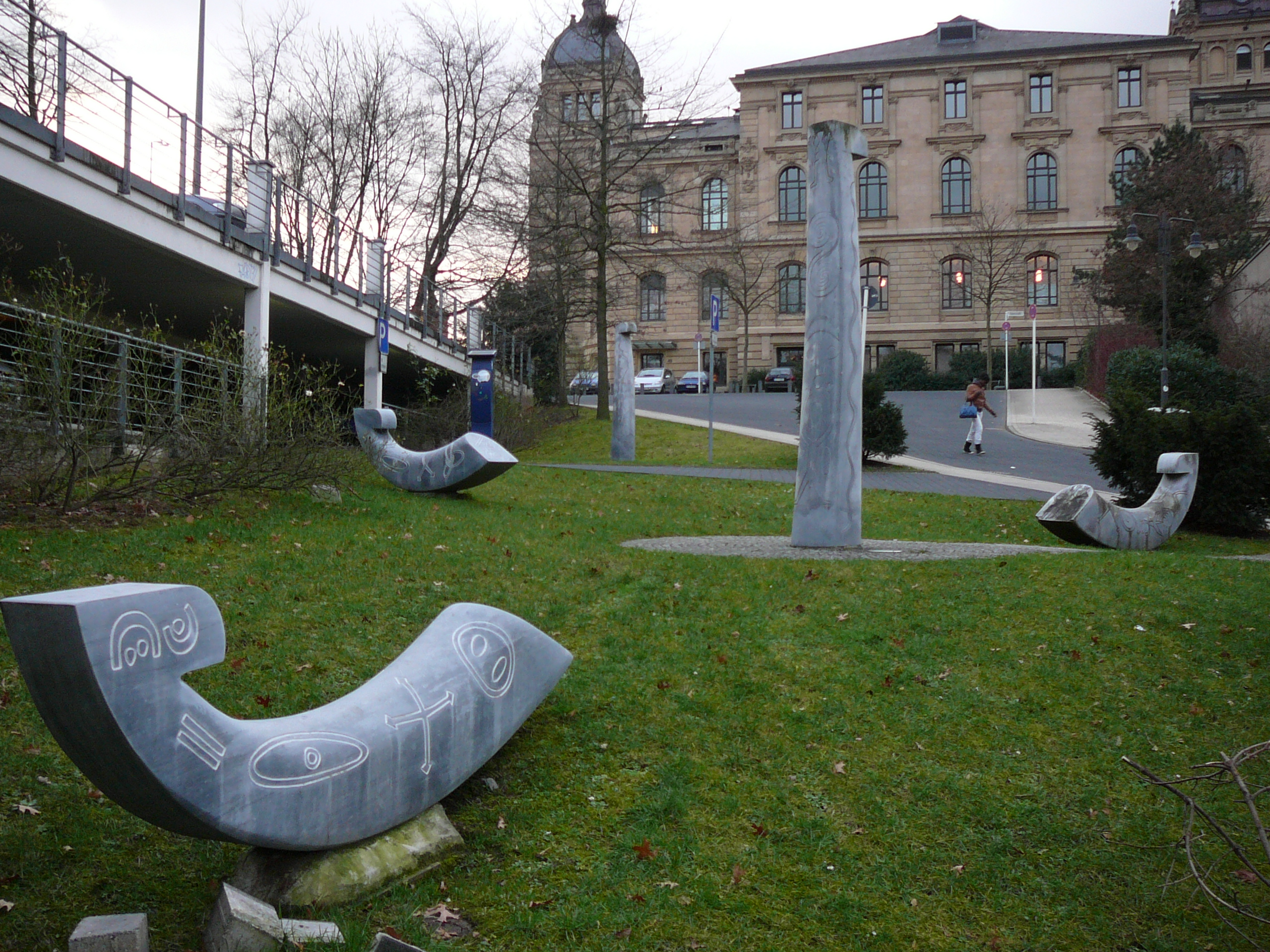
Die himmlischen Stürze, Wuppertal

A.R. Penck, pseudoniem van Ralf Winkler (Dresden, 5 oktober 1939 – Zürich, 2 mei 2017), was een Duits kunstschilder, graficus, beeldhouwer en jazzdrummer. Hij werkte ook onder de pseudoniemen Mike Hammer, T.M., Mickey Spilane, a.Y. en Y.

## Levensloop
Van 1953 tot 1954 kreeg Winkler teken- en schilderles bij Jürgen Böttcher en van 1955 tot 1956 vervolgde hij zijn opleiding als leerling-tekenaar bij het DDR-reclamebureau DEWAG. Sedert 1956 heeft hij zich viermaal vruchteloos aangemeld bij de Hochschule für Bildende Künste Dresden en de Hochschule für Bildende und Angewandte Künste Berlin (Oost-Berlijn). Hij beweerde weliswaar, dat de afwijzing op politieke gronden was, maar in werkelijkheid vond men zijn talent tekortschieten. Na het afsluiten van zijn leertijd was hij achtereenvolgens werkzaam als stoker, nachtwaker, briefbesteller en kleinkunstenaar.
In 1966 werd Winkler kandidaat-lid van de kunstenaarsbond, zij het onder het pseudoniem A.R. Penck, naar de geomorfoloog Albrecht Penck. Sinds 1969 kreeg hij in toenemende mate problemen met de Staatsveiligheidsdienst (Stasi) van de DDR: Pencks schilderijen werden in beslag genomen en zijn lidmaatschap van de kunstenaarsbond Verein bildender Künstler (VBK) werd afgewezen.
In 1971 sloot hij zich aan bij de kunstenaarsgroep Lücke, waartoe ook de kunstenaars Peter Herrmann, Harald Gallasch, Wolfgang Opitz en Steffen Kuhnert behoorden. Vanaf 1973 werkte Winkler onder de pseudoniemen Mike Hammer en T.M. (ook wel TM). Na zijn militaire dienstplicht vervuld te hebben, nam na 1974 en vooral in 1975, toen hij de Will-Grohmann-Prijs van de Akademie der Künste in West-Berlijn ontving, de controle door de Stasi toe. In 1976 ontmoette hij zijn West-Duitse collega Jörg Immendorff, met wie hij de volgende jaren samenwerkte. In hun werk maakten beiden zich sterk voor de afschaffing van de Duits-Duitse grens en zetten zij zich in voor dissidenten, zoals Rudolf Bahro en Robert Havemann. Na 1977 werd het werk van Winkler, dat hij vanaf 1976 ook signeerde met Y, door de Oost-Duitse douane in beslag genomen.
In 1979 werden bij een inbraak in zijn atelier verschillende kunstwerken, maar ook aantekeningen, vernield, zodat zijn vertrek uit de DDR, hetgeen uiteindelijk op 3 augustus 1980 plaatsvond, onontkoombaar werd. Hij woonde in het begin in Kerpen bij Keulen. In 1981 ontving hij van de Goethe-Stiftung in Bazel de Rembrandt-Preis. In 1983 verhuisde Winkler naar Londen.
In 1984 was hij met werk vertegenwoordigd bij de tentoonstelling Von hier aus – Zwei Monate neue deutsche Kunst in Düsseldorf. In 1985 werd hem de Kunstpreis Aachen verleend. Ten slotte werd hij in 1988 tot hoogleraar benoemd aan de Kunstakademie Düsseldorf.
Penck woonde en werkte in Berlijn, Düsseldorf, Dublin en New York.

## Werk
In de jaren tachtig verkreeg hij wereldwijde bekendheid met zijn schilderijen, die zijn gebaseerd op pictogrammen, graffiti en primitieve voorstellingen van menselijke figuren en totem-achtige vormen. Hij werd veelvuldig gevraagd voor belangrijke exposities in Londen en New York.
Penck werd gerekend tot de „De Nieuwe Wilden“, waartoe ook kunstenaars behoorden als Georg Baselitz, Rainer Fetting, Jörg Immendorff en Markus Lüpertz.
Pencks beeldhouwwerk, hoewel minder bekend, heeft dezelfde primitieve thema's als zijn schilderijen en tekeningen. Vaak gebruikte hij alledaagse materialen als hout, flessen, kartonnen dozen, blikjes, afplakband, aluminiumfolie, draad. De sculpturen zijn grove assemblages, ruw geschilderd. Zijn kunstwerken zijn geïnspireerd door Paul Klee en Jackson Pollock. De sculpturen doen soms denken aan de stenen hoofden van Paaseiland en Oceanische kunst.

### Werk in collecties
- Migros Museum für Gegenwartskunst in Zürich
- Kunstmuseum Walter in Augsburg
- Museum of Modern Art, New York
- Museu de Arte Moderna, Rio de Janeiro
- Hamburger Kunsthalle, Hamburg
- Städel Museum, Frankfurt am Main
- Stedelijk Museum, Amsterdam
- Städtische Galerie Dresden, Dresden (Collectie Jürgen Schweinebraden)